# Hyalochlamys
Hyalochlamys é um género botânico pertencente à família Asteraceae. A sua única espécie é Hyalochlamys globifera, É originário da Austrália.
Hyalochlamys globifera foi descrita por Asa Gray e publicada em Hooker's J. Bot. Kew Gard. Misc. 3: 101. 1851
Trata-se de um género reconhecido pelo sistema de classificação filogenética Angiosperm Phylogeny Website.

## Descrição
É uma planta herbácea anual prostrada que alcança um tamanho de 0,03 m de altura. As flores são de cor amarela, florescendo de Agosto a Novembro, em solos arenosos, argiloso-arenosos, salinas, margens de lagos salgados e afloramentos de granito, na Austrália Ocidental.

## Sinonimia
- Angianthus globifer (A.Gray) Benth. basónimo[5]
- Styloncerus globifera orth. var. A.D.Chapm.
- Styloncerus globifer (A.Gray) Kuntze[6]